# Natsu no Yoru wa Danger!
Singles de Melon Kinenbi
Sā! Koibito ni Narō
(2002) Kōsui
(2002)
 Natsu no Yoru wa Danger!  (夏の夜はデインジャー!) est le 6e single du groupe de J-pop Melon Kinenbi, sorti le 19 juin 2002 au Japon sur le label zetima. Il atteint la 14e place du classement de l'Oricon, et reste classé pendant deux semaines.
La chanson-titre, écrite par Tsunku, figurera sur le premier album du groupe, 1st Anniversary de 2003, puis sur sa compilation Mega Melon de 2008. La chanson en "face B",  Ai Mera-Mera Koi Yura-Yura , écrite par Atsushi Shindō, figurera quant à elle sur sa compilation de "faces B" Ura Melon de 2010.

## Liste des titres
1. Natsu no Yoru wa Danger!  (夏の夜はデインジャー!?)
2. Ai Mera-Mera Koi Yura-Yura  (愛メラメラ 恋ユラユラ?)
3. Natsu no Yoru wa Danger! (instrumental) (夏の夜はデインジャー!...?)